# Sonchamp
Sonchamp è un comune francese di 1 643 abitanti situato nel dipartimento degli Yvelines, nella regione dell'Île-de-France. Nel territorio comunale sorge il fiume Rémarde, affluente dell'Orge.
È la città in cui si sposarono, nel 1956, l'attrice Odile Rodin e il diplomatico e playboy dominicano Porfirio Rubirosa.

## Società

### Evoluzione demografica
Abitanti censiti